# Valdemora
Valdemora település Spanyolországban, León tartományban. Lakosainak száma 57 fő (2024).

## Földrajza
Valdemora Fuentes de Carbajal, Castilfalé és Gordoncillo községekkel határos.

## Népesség
A település lakosságának változását az alábbi diagram mutatja:
| Lakosok száma | 124  | 102  | 92   | 91   | 85   | 81   | 74   | 82   | 64   | 57   |
|               | 2001 | 2004 | 2007 | 2009 | 2012 | 2014 | 2017 | 2019 | 2022 | 2024 |